# Elecciones municipales de Cuba de 2005
Las elecciones municipales de Cuba de 2005 se celebraron el 17, 24 y 28 de abril de dicho año para elegir a los 15 112 delegados de las Asambleas Municipales del Poder Popular. Dichas elecciones son de especial importancia, ya que las asambleas municipales y provinciales eligen a una parte de los miembros de la Asamblea Nacional del Poder Popular de Cuba, que finalmente elige al presidente del Consejo de Estado.

## Resultados
En la elección del 17 de abril la participación alcanzó el 96,66%, correspondiente a 8 178 708 votantes, lo que significó un aumento de 180 647 con respecto a las elecciones municipales de 2002. Fueron elegidos 13 949 delegados. En esta elección fueron reelectos el 52,48% de los delegados.
Otros 1173 delegados fue definido en una segunda vuelta llevada a cabo el 24 de abril, en la que votaron 1 075 275 ciudadanos. El 28 de abril se realizó una tercera vuelta en una circunscripción del municipio de Cueto para elegir al último delegado que faltaba por definir.
Los resultados de participación y distribución de delegados por provincia se resume en la siguiente tabla:
| Provincia           | Participación | Delegados electos |
| ------------------- | ------------- | ----------------- |
| Pinar del Río       | 97,6%         | 1285              |
| La Habana           | 99,2%         | 1099              |
| Ciudad de La Habana | 94,7%         | 1595              |
| Matanzas            | 96,9%         | 930               |
| Villa Clara         | 97,8%         | 1341              |
| Cienfuegos          | 98,1%         | 627               |
| Sancti Spíritus     | 96,4%         | 727               |
| Ciego de Ávila      | 96,7%         | 682               |
| Camagüey            | 96,5%         | 1004              |
| Las Tunas           | 97,3%         | 803               |
| Holguín             | 96,6%         | 1482              |
| Granma              | 97,6%         | 1275              |
| Santiago de Cuba    | 96,3%         | 1345              |
| Guantánamo          | 96,9%         | 830               |
| Isla de la Juventud | 93,5%         | 87                |
| Total               | 96,7%         | 15 112            |